# Római villa

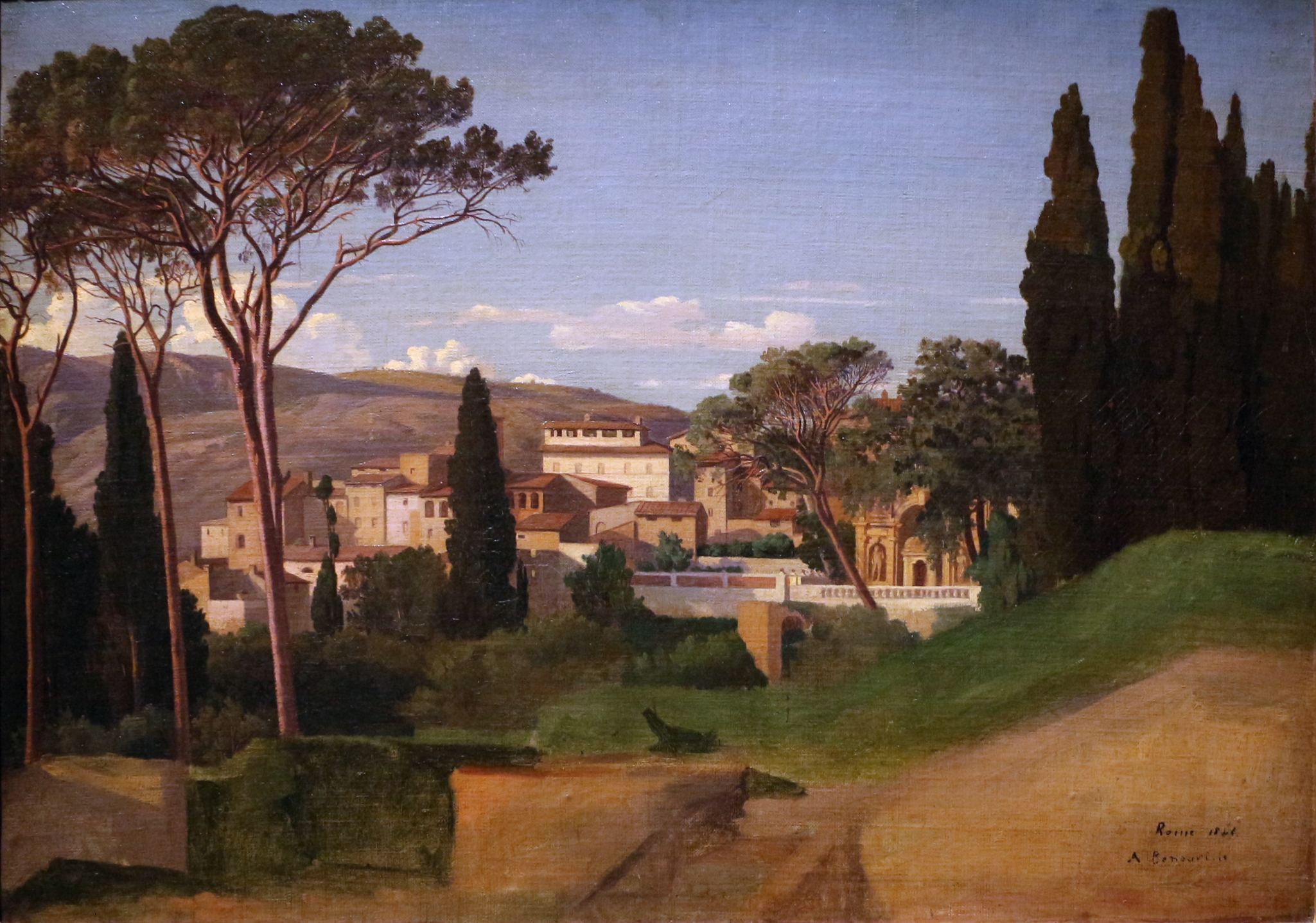
Római kori villa modern ábrázolása (Jean Achille Benouville)

A villa gazdasági és lakóépület- vagy épületegyüttes-típus volt az ókori Római Birodalomban. Lehetett városoktól független majorság (villa rustica) vagy városi mintára épült vidéki ház (villa urbana). Megismerésüket Vitruvius és Ifjabb Plinius munkái is segítették. A villa rustica valószínűleg a parasztházból (capanna) fejlődött ki, a gazdasági udvar körül lakószárnnyal, istállóval, malommal, sütödével, présházzal, raktárakkal. A nagyobb villák alaprajza kezdetben a lakóházéval volt rokon átriummal, peristyliummal, kerttel. A császárkor villának nevezett épületegyüttesei (Tivoli, Salona) a római palotaépítészet szép példái. Bár a késő római erődített villatípusok hatással voltak a középkor világi építészetére, a villaépítészet a Római Birodalom bukását követően hosszú időre feledésbe merült, és csak a reneszánsz korban jött ismét divatba.

## Római villák Magyarországon
Az ókori Pannonia provinciában a Balaton partján, Aquincumban és környékükön a rómaiak szintén építettek villákat, melyek közül már számosat feltártak.
Az egyik legjelentősebb a Szentendrén feltárt 5200 négyzetméter alapterületű villa rustica.

## Ajánlott források
(angolul)
- Branigan, Keith: The Roman villa in South-West England, 1977
- Hodges, Richard–Riccardo Francovich: Villa to Village: The Transformation of the Roman Countryside (Duckworth Debates in Archaeology), 2003
- Frazer, Alfred (szerk.): The Roman Villa: Villa Urbana (Williams Symposium on Classical Architecture, University of Pennsylvania, 1990)
- Johnston, David E.: Roman Villas, 2004
- McKay, Alexander G.: Houses, Villas, and Palaces in the Roman World, 1998
- Percival, John: The Roman Villa: A Historical Introduction, 1981
- du Prey, Pierre de la Ruffiniere: The Villas of Pliny from Antiquity to Posterity, 1995
- Rivert, A. L. F.: The Roman villa in Britain (Studies in ancient history and archaeology), 1969
- Shuter, Jane: Life in a Roman Villa (series Picture the Past), 2004
- Smith, J.T.:Roman Villas, 1998

(németül)
- Jochen Werner Mayer: Imus ad villam. Studien zur Villeggiatur im stadtrömischen Suburbium in der späten Republik und frühen Kaiserzeit. Steiner, Stuttgart, 2005, ISBN 3-515-08787-7
- Alexander G. McKay: Römische Häuser, Villen und Paläste. Deutsche Ausgabe bearbeitet und erweitert von Rudolf Fellmann. Feldmeilen, Raggi-Verlag, 1980; Sonderausgabe Atlantis-Verlag, Luzern, 1984, ISBN 3-7611-0585-1, 95–127. o.
- Harald Mielsch: Die römische Villa. Architektur und Lebensform. 2., durchgesehene Auflage. Beck, München, 1997, ISBN 3-406-31576-3
- Katja Schneider: Villa und Natur. Eine Studie zur römischen Oberschichtkultur im letzten vor- und ersten nachchristlichen Jahrhundert. tuduv-Verlag, München, 1995, ISBN 3-88073-515-8

(franciául)
- La vie de la Rome antique, Que sais-je ? n°596 ISBN 2130432182
- Lexique d'histoire et de civilisation romaines, Jean Luc Lamboley ISBN 2729855475
- La maison romaine, Jean-Pierre Adam, Hervé Hôte (phot.), Honoré Clair ISBN 978-2-918371-03-8